# Joséphine Fodor

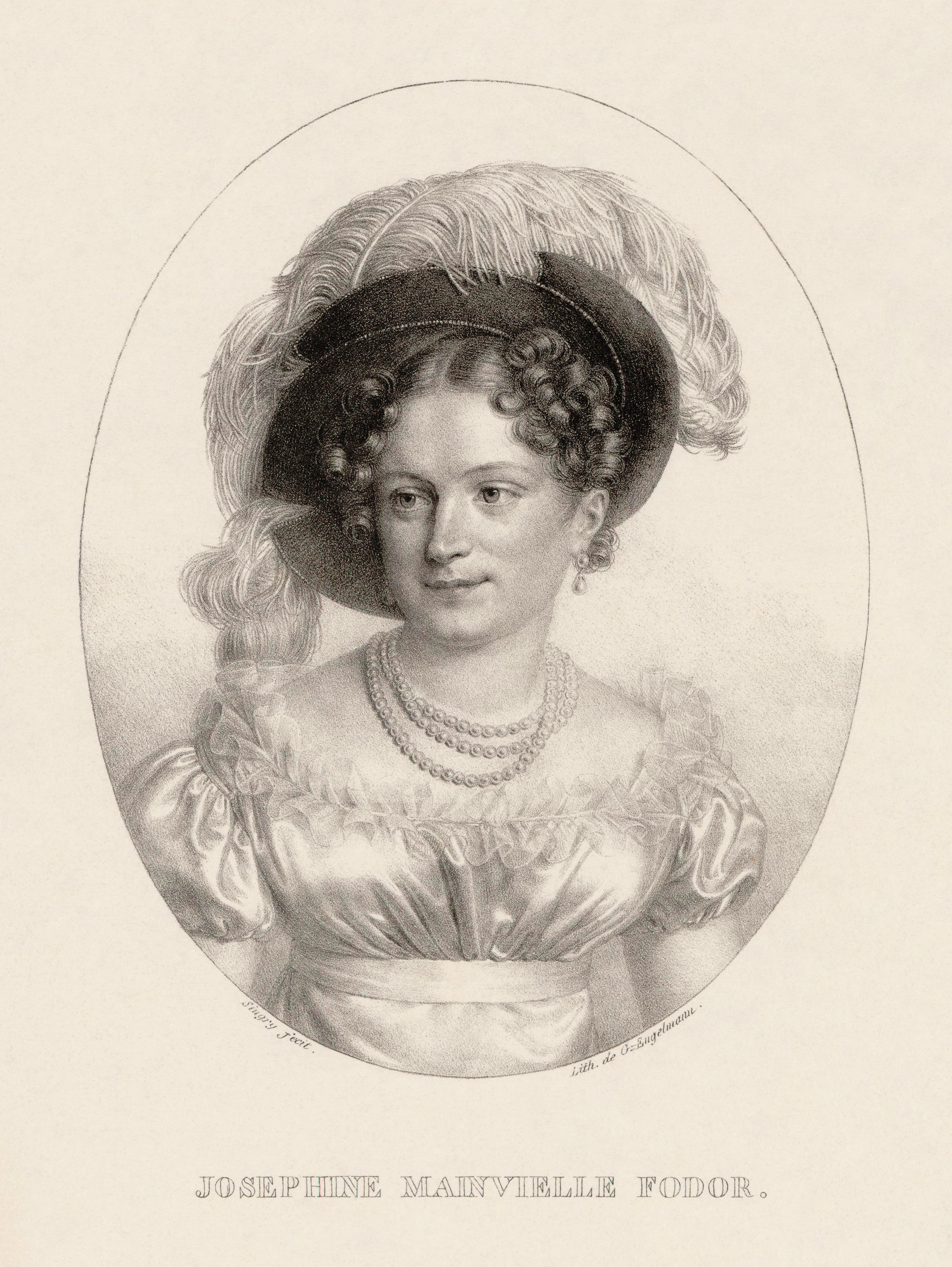
Joséphine Fodor

Joséphine Fodor también conocida como Josefina Fodor (13 de octubre de 1789 o en 1793 - 10 de agosto de 1870), también conocida con el nombre de Joséphine Fodor-Mainvielle, fue una artista lírica (soprano) francesa del siglo XIX con antepasados húngaros y holandeses.

## Biografía
Geneviève Joséphine Fodor, hija del compositor y violinista Josephus Andreas Fodor (1751-1828) y Louise Edme Marmet, nació en París en 1789 o 1793.  Sus padres se fueron de Francia a Rusia cuando ella tenía solo unos meses de edad.  emigrando probablemente a causa de la Revolución Francesa. Creció en San Petersburgo, donde su padre, maestro de los niños imperiales, le enseñó arpa y piano.
En 1810, hizo su debut en la ópera Le cantatrici villane de Fioravanti (1770–1837) en la Ópera Imperial de San Petersburgo,  cantando tanto en ruso como en francés.
En 1812 se casó con Jean-Baptiste Tharaud-Mainvielle, actor del teatro francés de San Petersburgo.  Poco después, la pareja abandonó San Petersburgo, que estaba bajo ataque durante la invasión francesa de Rusia, y se dirigió a Francia a través de Finlandia.
Después de algunas actuaciones en la Opéra comique de París, fue contratada por la Comédie-Italienne y debutó el 16 de noviembre de 1814 en Griselda .  Posteriormente actuó en Londres y Venecia, antes de su regreso a la Comédie-Italienne en 1819  para cantar en Il matrimonio segreto , Don Giovanni , Le Barbier de Séville y La gazza ladra . 
Se fue a Italia por motivos de salud y realizó una gira a Nápoles, donde triunfó en Otello y Viena antes de regresar a París en 1825 para realizar más actuaciones en la Comédie Italienne. Poco después, sufrió dificultades vocales, gradualmente terminó su carrera operística y se retiró de los escenarios.  Se quedó un tiempo en Passy .  donde trabajó para organizaciones benéficas,  luego en Limoges. Viuda, se mudó a Lyon, donde vivía su hijo Martial Tharaud-Mainvielle.
En 1857 publicó Reflexiones y consejos sobre el arte de cantar .
Murió en Saint-Genis-Laval el 10 de agosto de 1870, en la casa de campo de su nuera.
Su hija Henriette, que también era cantante, fue contratada por el Teatro Königsstädtisches de Berlín entre 1846 y 1849.